# Train blindé

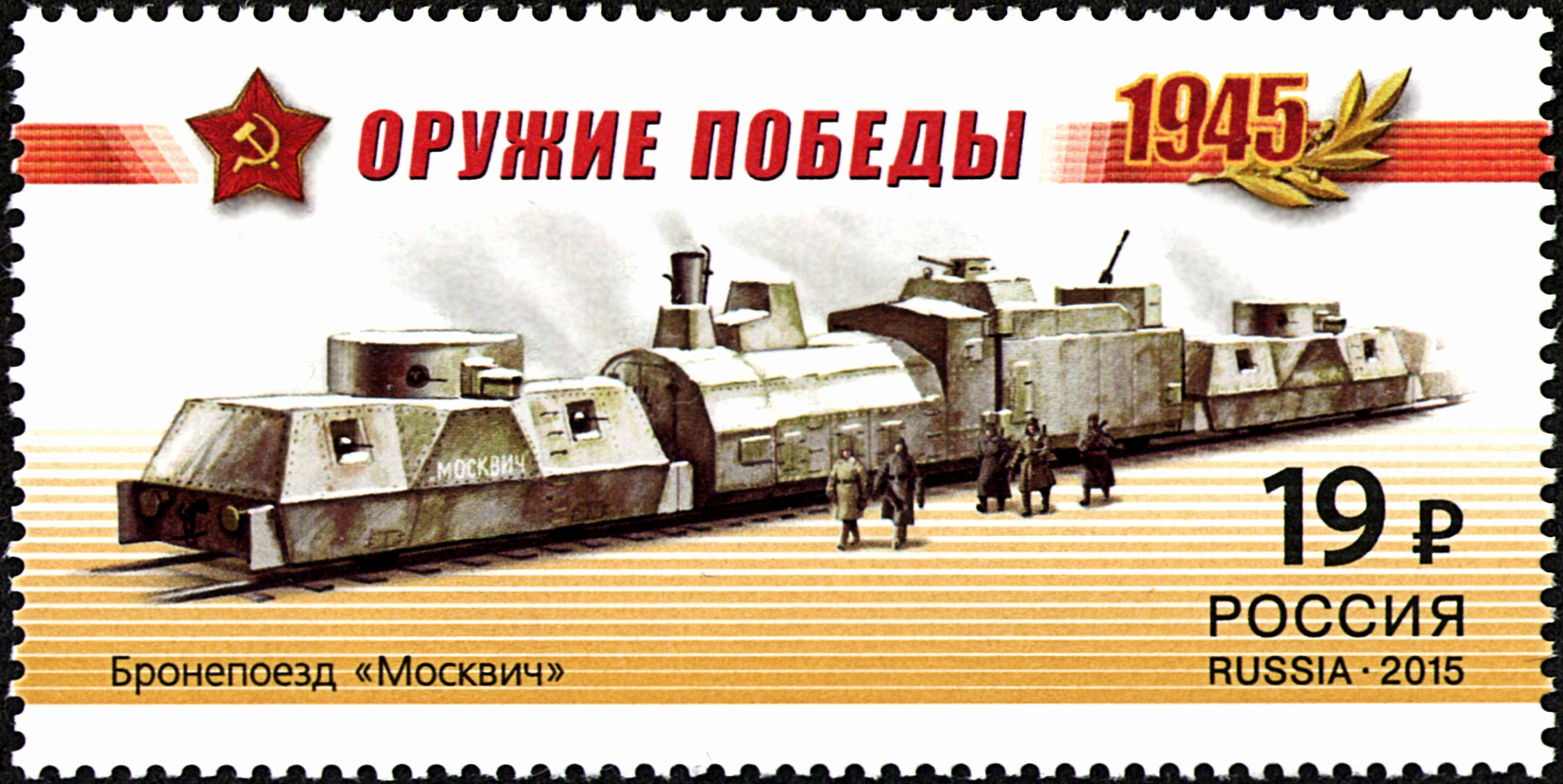
Timbre soviétique célébrant la victoire de 1945 avec une image d'un train blindé.

Un train blindé est un type de train ayant reçu un blindage.
Il peut s'agir d'un train destiné à un usage militaire ou à protéger les personnalités qu'il embarque.
Apparus avec le développement du transport par voie ferrée au XIXe siècle, les trains blindés connaissent leur âge d’or dans la première moitié du XXe siècle avant de voir leur usage décliner après la Seconde Guerre mondiale. Depuis la fin de la guerre froide, ils sont généralement utilisés pour transporter des personnalités.

## Définition
Un train blindé se caractérise par le blindage dont il tire son nom.
Il ne doit pas être confondu avec l’artillerie sur voie ferrée, qui comprend un canon de gros calibre et son équipage, mais sans protection particulière de ceux-ci. Les trains simplement équipés d’armes légères sans dispositif de protection élaboré, par exemple un simple wagon avec quelques mitrailleuses abritées derrière des sacs de sable, ne sont pas non plus assimilables à des trains blindés.

## Composition

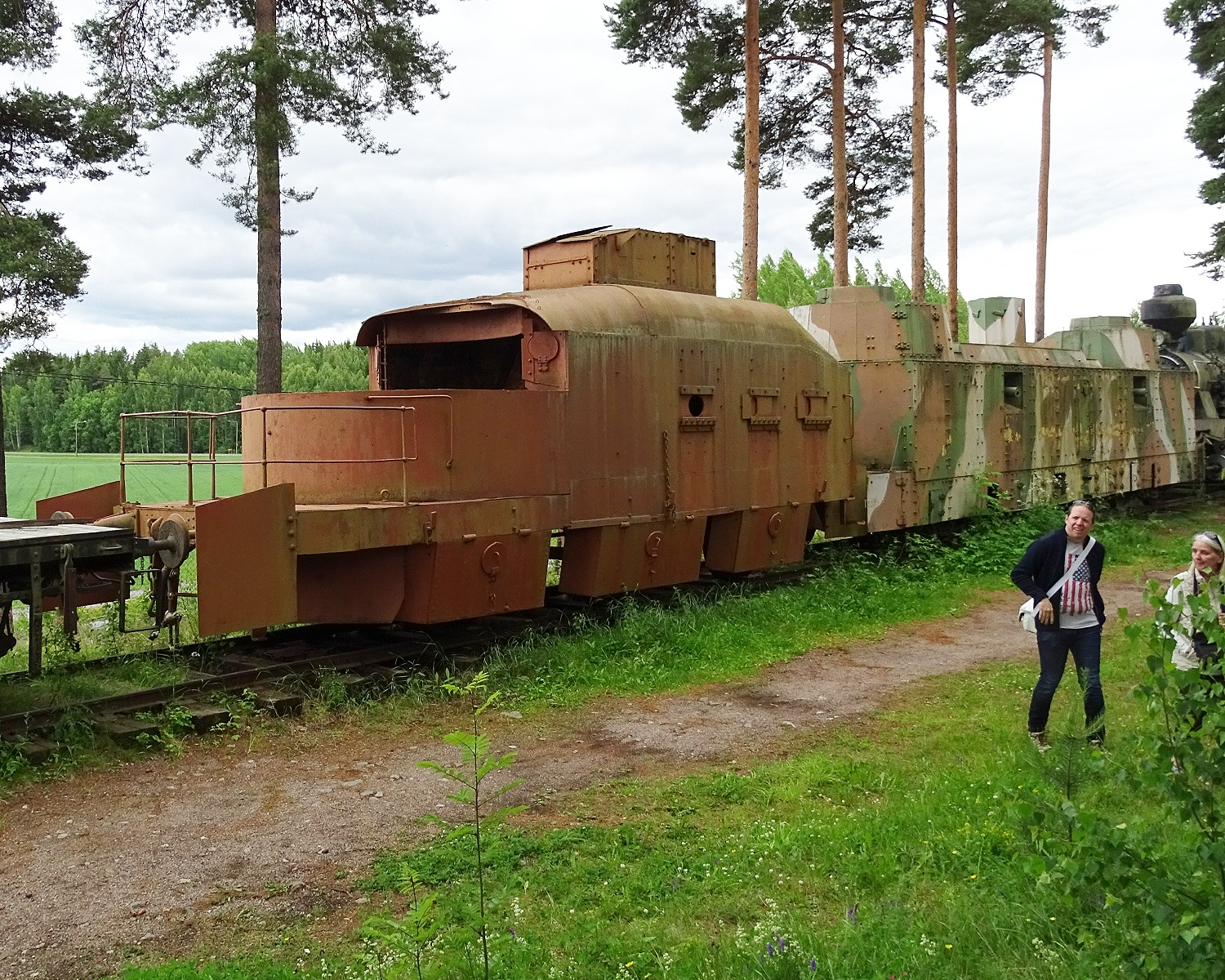
Train blindé exposé au musée des Blindés de Parola.

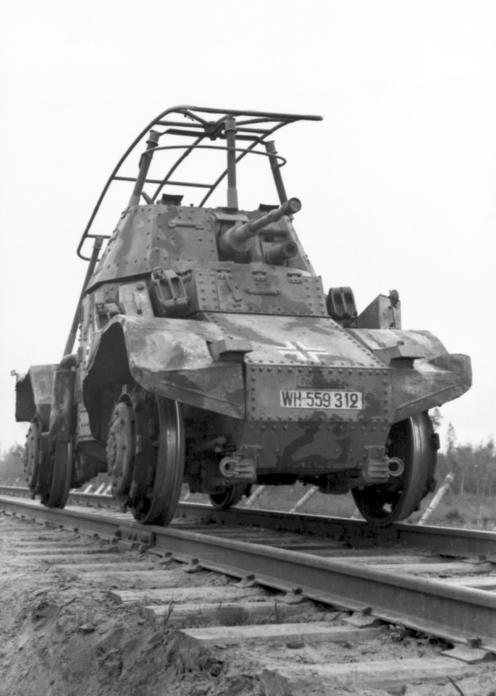
Automitrailleuse Panhard française capturée, utilisée comme draisine blindée par les Allemands pour patrouiller sur le Front de l'Est.

Il n’y a pas de critère de taille entrant dans la définition d’un train blindé : les plus petits se limitent à une automotrice, voire à une draisine, tandis que les plus grands peuvent compter une dizaine de wagons et jusqu’à deux cents hommes.
La composition type d'un train blindé destiné à un usage militaire « type » est composé :
- d'une plate-forme chargées de matériel de réparation de la voie (rails, traverses et charrue ferroviaire) et qui peut éventuellement être sacrifié en cas de mine ou de coupure ;
- d'un wagon équipé de mitrailleuses ou de canons ;
- de plusieurs wagons servant de magasins à munitions, de casernement, de postes de transmission ;
- d'une locomotive entièrement blindée ;
- d'un wagon-citerne d'eau ;
- d'une plate-forme blindée équipée de canons de gros calibres ;
- d'un wagon  équipé de mitrailleuses ou de canons servant à protéger l'arrière du train[3].

## Utilisation

### Militaire
Au début du XXe siècle, les Britanniques considèrent que le train blindé peut assumer sept missions :
- assurer la protection des voies ferrées ;
- effectuer des patrouilles ;
- faire de la reconnaissance ;
- escorter d’autres trains ;
- renforcer les postes avancés situés le long des voies ;
- protéger les flancs d’une armée en mouvement ;
- appuyer une force d’infanterie qui attaque l’adversaire[4].

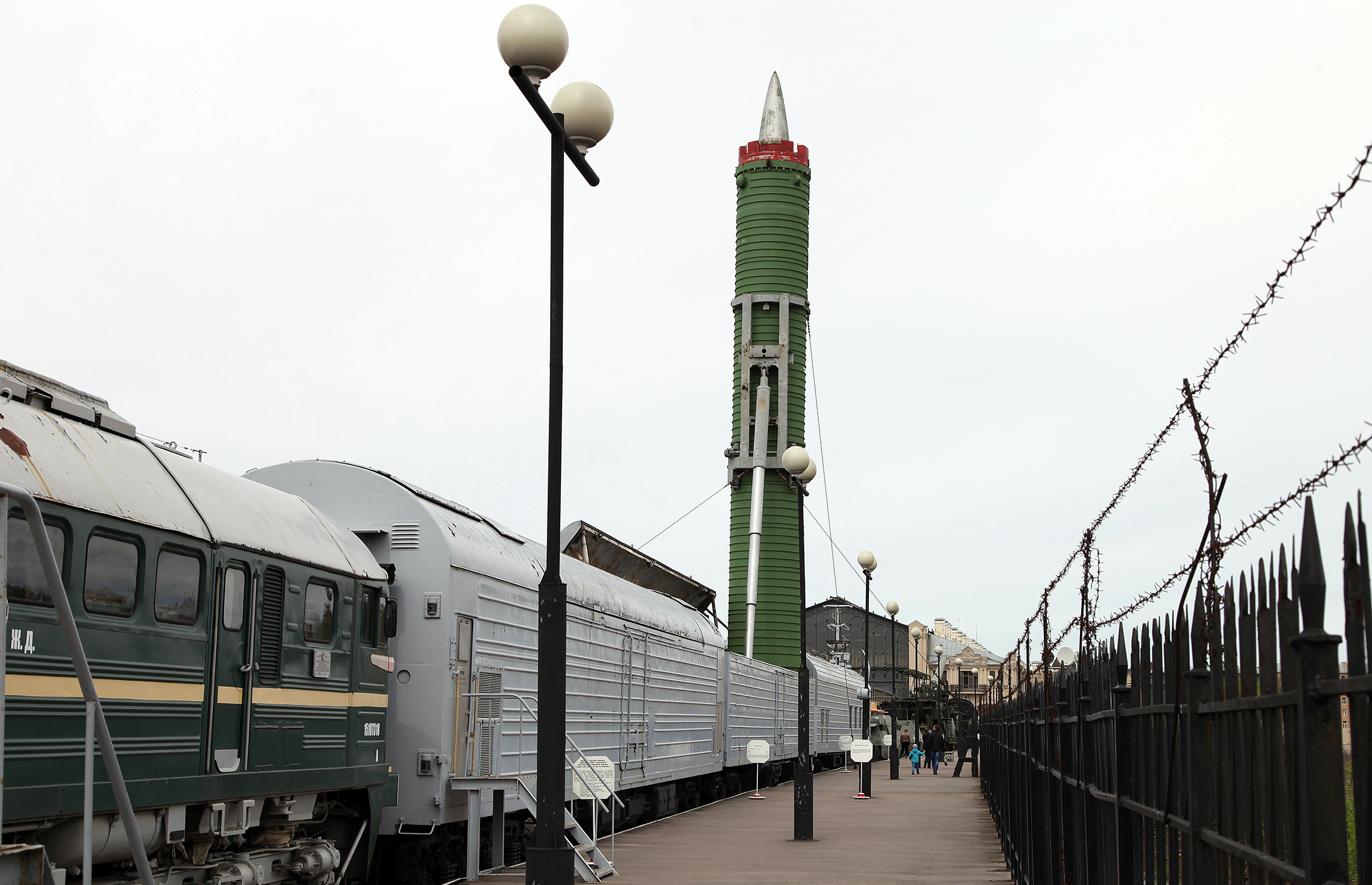
Train blindé et tracteur-érecteur-lanceur du missile intercontinental russe RT-23 Molodets.

Des trains blindés peuvent aussi être utilisés pour transporter des missiles balistiques. Ils peuvent être planqués dans un tunnel ferroviaire, voire de bunkers construits pour l'occasion, s'en extraire pour tirer puis y effectuer une rapide retraite.

### Diplomatie
Après la disparition des trains blindés à usage militaire, le principe du train blindé est encore utilisé pour transporter des personnalités importantes. Ils ne disposent pas d'armes, mais sont aménagés pour servir de lieux de réception, de travail et tout ce qui est nécessaire pour des chefs d'états.
Des personnalités comme Vladimir Poutine ou Kim Jong-un utilisent des trains blindés. Ces trains se déplacent souvent à des horaires tenus secrets et ne s'arrêtent que dans des gares protégées.

## Critiques
Le train doit être accompagné d'éléments débarqués et installés autour de lui pour l’attaque et de défense.
Si un train blindé doit se déplacer rapidement, il faut qu'il soit le plus léger possible, ce qui limite la possibilité d'avoir un blindage trop épais.

## Historique

### Origines (XIXesiècle)
Le principe du train blindé a été théorisé par William Bridges Adam. Le but était de protéger l'Angleterre d'une invasion venant du continent.
Le colonel français De Montgery aurait proposé, dès 1826 de se doter d'un système de « batteries sur voie ferrée ». Ce projet ne fut pas retenu.
La première utilisation connue d’un train blindé a lieu pendant la révolution hongroise de 1848.[réf. nécessaire]

#### Guerre de Sécession (1861-1865)

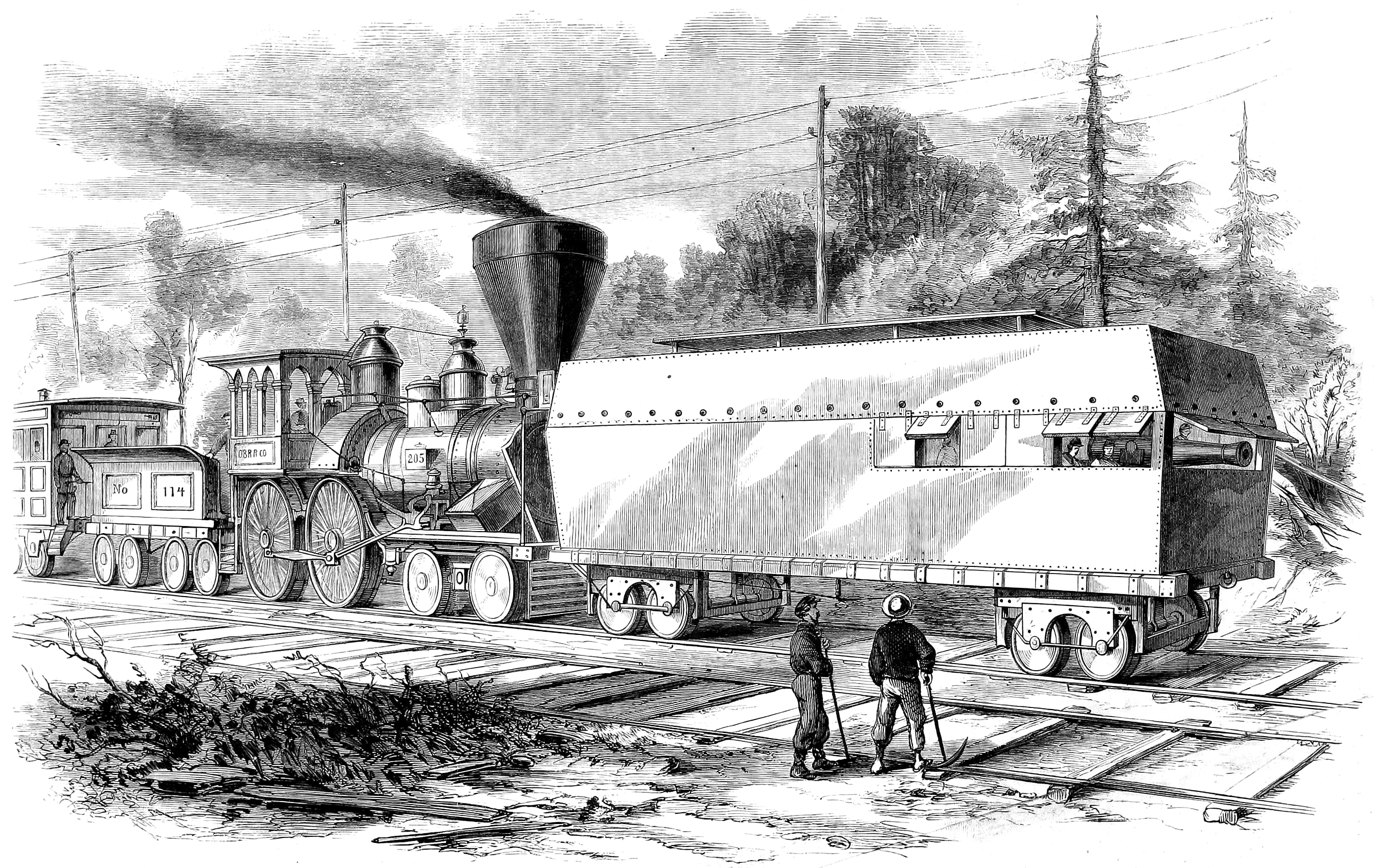
La batterie du chemin de fer de Philadelphie à Baltimore, construite pour protéger les ouvriers pendant qu’ils reconstruisaient les ponts brûlés sur cette route – D’après un croquis de William C. Russell, de Wilmington.

C’est toutefois surtout pendant la guerre de Sécession que leur usage se répand et se diversifie, la voie ferré étant alors le principal moyen de transport aux États-Unis.
L'ingénieur unioniste Herman Haupt mit en place presque dès le début de la guerre des trains blindés pour lutter contre les saboteurs de voies ferrées sudistes. Les trains étaient composés de wagons et d'une locomotive dont les parois étaient recouvertes de plaques d'acier. Ces mesures furent efficaces.
Les deux belligérants les utilisèrent par la suite lors des sièges, avec des pièces d’artillerie de plus en plus lourdes.

#### Guerre franco-prussienne (1870-1871)
Suivant l’exemple américain, les Français utilisèrent des trains blindés. Plusieurs locomotives, wagons et voitures de la  Compagnie du Chemin de fer de Paris à Orléans sont équipés d'un blindage en fonte de 50 mm pendant le siège de Paris,.
L'une des innovation fut l'ajout d'un wagon de dépannage permettant de réparer une voie détruite par l'ennemi.
Des trains ont également utilisés par les Communards.

#### Guerres Anglo-coloniales
Ce sont surtout les Britanniques qui font un usage intensif des trains blindés pour mater les révoltes dans leur empire colonial : en Égypte en 1882, en Inde en 1886 et surtout en Afrique du Sud à partir de 1899.
En 1882, un train blindé participa à la défense d'Alexandrie et selon les archives fit preuve d'efficacité. Il transportait 200 fusiliers marins, un canon de 9 livres, un canon de 1 livre et plusieurs mitrailleuses Gatling. Plus tard, un obusier de 40 livres fut ajouté. Ce train fut innovant par l'installation de la locomotive au milieu du convoi.

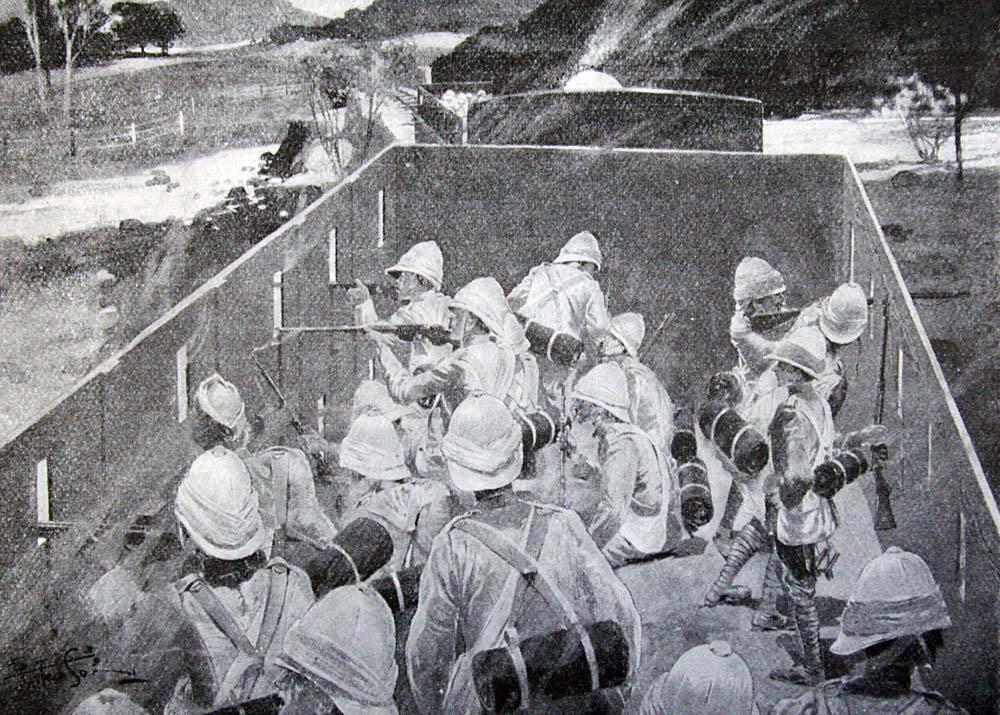
Gravure représentant l'intérieur d'un train blindé durant la bataille de Magersfonstein en 1899.

En 1894, un train blindé fut construit avec un canon de 40 livres placé sur un affût rotatif.

En 1899, l'armée britannique utilisa des trains blindés. Ce fut un échec causé notamment par la faiblesse du blindage, la faible puissance de feu embarquée, mais aussi le manque d'une tactique claire d'utilisation. les trains blindés sont utilisés tantôt comme moyen de transport personnel pour les officiers, soit envoyés sans soutien en reconnaissance.

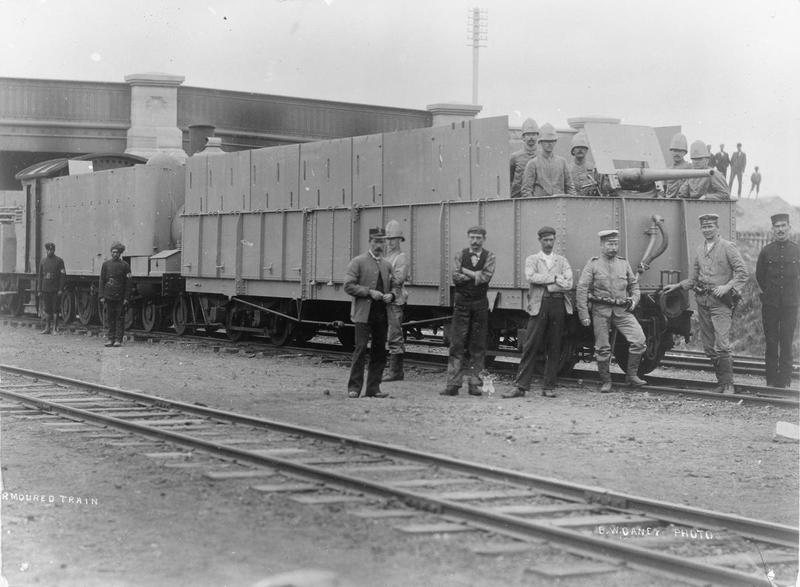
Train blindé britannique pendant la guerre des Boers.

Au fil du temps, l'usage du train blindé fut rationalisé. Un ou plusieurs trains blindés peuvent être requis par une garnison en difficulté. Une fois dans le secteur, le train passe sous son contrôle, mais sans qu'elle puisse l'utiliser pour autre chose que la mission de départ. Un poste de directeur adjoint des trains blindé fut créé pour gérer l'usage des trains blindés.
Pour renforcer des wagons non blindés à l'origine, l'armée anglaise installa des rails superposés horizontalement entre les montants verticaux.
Ces conflits permettent d’introduire des innovations techniques et tactiques : protection des locomotives, utilisation d’un wagon en avant de celles-ci pour faire détoner les mines et surtout prise de conscience de la vulnérabilité du train aux embuscades lorsqu’il est utilisé seul sans reconnaissance. À la fin de la guerre des Boers, un train blindé « type » emportait une section d'infanterie, une ou deux batteries d'artillerie et un élément du génie. Des canons de gros calibres (155 mm) furent montés sur des wagons attachés au convoi.

#### La maturation du concept (1900-1914)

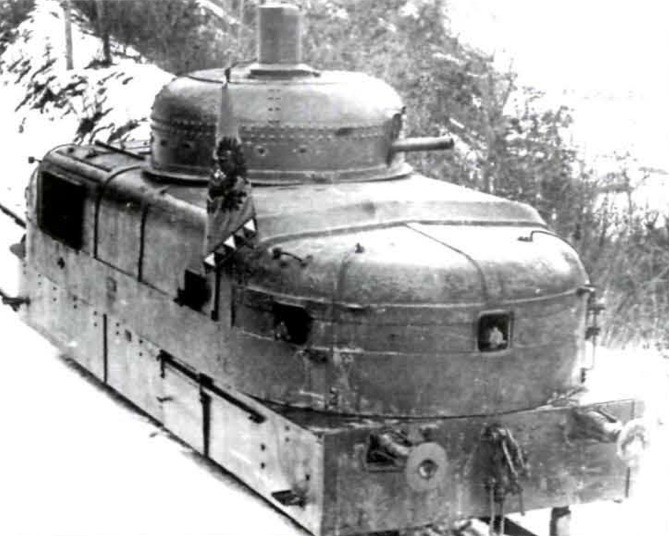
Automotrice blindée austro-hongroise de type Motorkanonwagen.

En Europe même, seul l’Empire russe s’intéresse au début du XXe siècle au concept du train blindé, en raison de l’extrême importance du chemin de fer dans un pays immense dont le réseau routier est embryonnaire et impraticable une partie de l’année. Après quelques essais au moment de la révolte des Boxers, les Russes commencent par construire des batteries d’artillerie blindée sur voie ferrée, qui sont utilisées pendant la guerre contre le Japon, puis ils se lancent en 1912 dans un programme de développement de modèles standardisés.

### Première Guerre mondiale (1914-1918)

#### Front occidental
Du fait du manque d’investissement sur le sujet en Europe de l’Ouest, les trains blindés n’y sont que peu utilisés pendant la Première Guerre mondiale, en dehors de quatre trains légers utilisés par les Belges et les Britanniques dans les premiers mois de la guerre. Des draisines blindés roulant sur des voies de 60 mm furent utilisées pour ravitailler le front.

#### Front oriental
Les trains russes appuient efficacement l’infanterie et leur permettent de remporter plusieurs combats. Ces succès engendrent une émulation sur ce front, dont tous les belligérants commencent à construire des trains blindés.

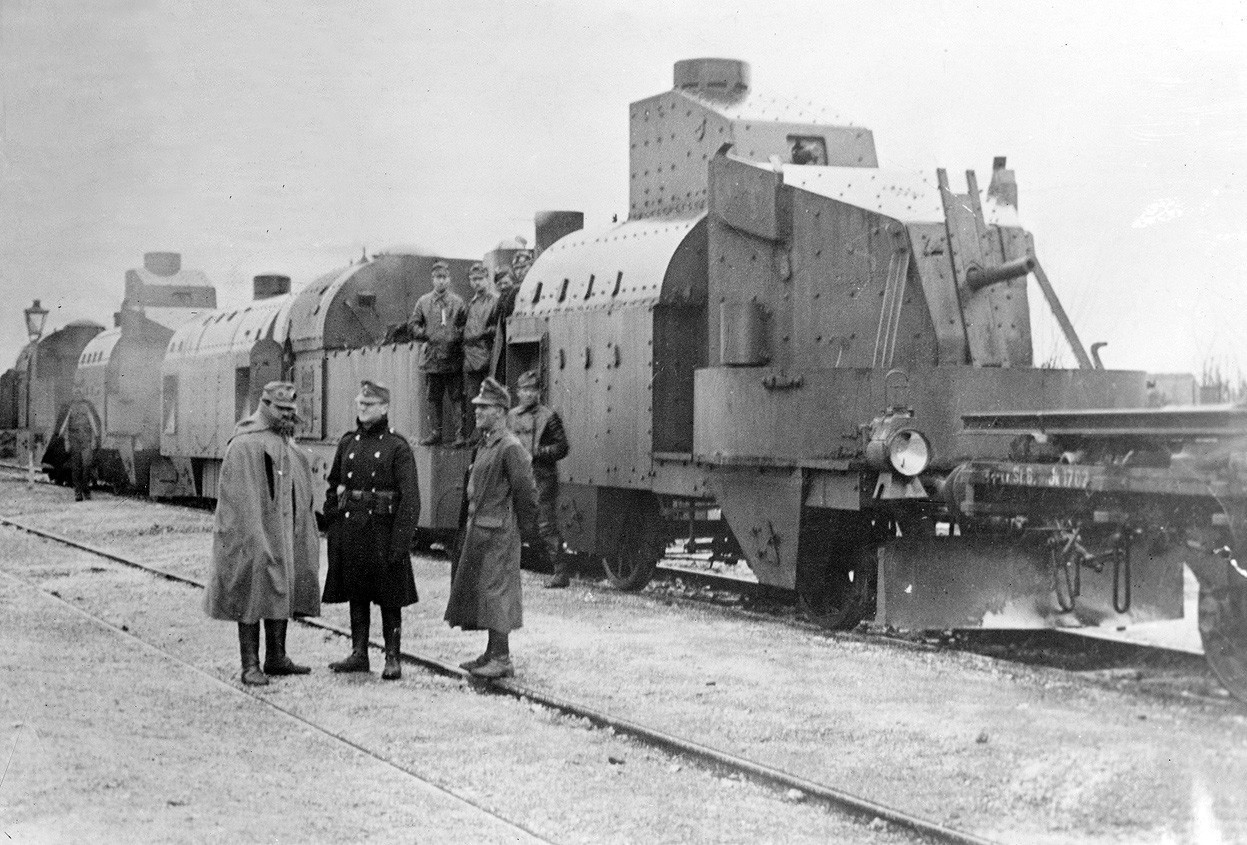
Train blindé austro-hongrois en 1917.

Les méthodes adoptés ne sont toutefois pas les mêmes : alors que les Austro-hongrois mettent au point des véhicules sophistiqués, les Allemands se contentent de modèles beaucoup plus basiques. Les blindés austro-hongrois avaient en général des pièces d'artillerie légère montées sous casemate, avec un secteur de tir limité. Il y avait des wagons blindés pour le personnel d'escorte (fusiliers et mitrailleurs) et des locomotives pourvues de protections élaborées, que l'on plaçait en milieu de convoi pour permettre aux canons (généralement de 70 mm) de disposer d'un champ de tir dégagé et aussi large que possible autant à l'avant qu'à l'arrière (quel que soit le sens de marche). En général, le train était précédé d'un wagon plat, appelé « wagon de contrôle », accroché devant le premier wagon et servant à faire sauter les éventuelles mines placées sur la voie, ce wagon pouvait éventuellement transporter des rails et des traverses.
De leur côté les Russes accroissent leur production et perfectionnent le concept, avec notamment l’introduction du « croiseur ferroviaire », une automotrice dotée de multiples tourelles armées de canons, dont le représentant le plus emblématique est le Zaamourets. L’idée est rapidement reprise par les Austro-hongrois, qui produisent sur le même principe le Motorkanonwagen.

#### Front italien
L’Italie a équipé douze trains armés (sous le contrôle de la Marine royale) pour protéger sa côte adriatique des raids menés par la Marine austro-hongroise.
Chaque train armé était composé d’une Locomotive FS 290 (it), de trois à cinq wagons armés de canon, de deux à quatre wagons chargés de munitions et d’un wagon de commandement. Il y avait trois types de trains armés, l’un avec des canons de 152 mm, un autre avec des canons de 120 mm et le dernier avec des canons de 76 mm. Chaque train était suivi par un train de soutien.
Ces trains ont permis de limiter les tentatives de raids austro-hongrois sur la côte italienne.
L'armée de terre italienne s’intéressa sur le tard à l'artillerie sur voie ferrée, et c'est seulement lorsque les Français prêtèrent quelques-uns de leurs puissants canons de 340/45 aux armées italiennes engagées sur l'Isonzo que l'on se décida à utiliser, sur un affût spécialement étudié par la firme Ansaldo, quelques-unes des 10 bouches à feu de 381/40, que cette même firme avait fabriquées en 1915 pour armer le célèbre cuirassé Caracciolo.
La pièce de 381/40 sur voie ferrée était organisée de la façon suivante :
- la bouche à feu de 381/40, en acier, était d'un poids de 62,6 tonnes. Les rayures du canon étaient à inclinaison constante ; la chambre se fermait par un obturateur à vis (système « Welin ») et il existait un dispositif d'élimination de la fumée ; le berceau : manchon à tourillon d'acier de forme cylindrique, dans lequel glissait le canon durant le recul en forçant sur des ceintures de bronze. Il portait quatre freins hydrauliques cylindriques et deux attaches pour les pistons des récupérateurs à air comprimé ;
- l’affût était constitué par une grande poutre métallique reposant à l'avant et à l'arrière, sur une suspension élastique[21].
- le sous-affût, composé de deux boggies de train à quatre essieux à l'avant et d'un boggie à six essieux à l'arrière. Le rail de tir courbe avait un rayon de 150 m. Le pointage en direction s'effectuait en déplaçant toute l'installation sur le rail ; on obtenait un angle de 38°. Les corrections en direction se faisaient par une légère rotation - jusqu'à 1 degré - de l’affût sur le sous-affût.

La pièce pesait 212 tonnes environ. Chaque canon était accompagné de deux wagons de munitions portant chacun 32 projectiles. Chaque 381 sur V.F. était accompagné d'un autre wagon portant deux pièces de DCA de 76/45 et du nombre de voitures nécessaire au logement et aux services ; il était tracté par une locomotive Gr.835 ou 851 F.S. Le canon de 381/40 pouvait tirer un obus explosif propulseur constitué par la poudre C2 dont on faisait trois charges. À charge maximale, l'obus de 875 kg atteignait une vitesse de 700 m/sec et une portée de 30 km environ. Pendant le tir, la partie centrale de l’affût prenait appui sur le sol grâce à des étais en chêne, actionnés par des vérins.
Le canon sur voie ferrée italien le plus puissant entra en action début 1917 contre des objectifs situés dans la zone de Trieste.
Pour conclure, citons les trains armés de la Marine royale italienne, ces trains affectés à la défense de la côte adriatique, existaient en deux versions : l'une armée de 4 pièces de 152/40 et de deux canons DCA de 76/40, l'autre armée seulement de 8 pièces DCA de 76/40.
Chaque train se composait de 3 à 5 wagons armés ; de 2 à 4 wagons P. C. Il était suivi d'un train logistique formé de trois wagons pour le logement du personnel, un wagon pour le transport du matériel.
On peut également mentionner le canon britannique de 18 pouces (457 mm) qui, adopté en 1917, ne put être livré qu'une fois la Première Guerre mondiale terminée, et le prestigieux canon américain de 14 pouces (355 mm) qui parvint à participer aux dernières opérations sur le front occidental. Bien qu'il ne diffère pas beaucoup du type classique à boggies, le canon américain mod. 1918 représentait la particularité d'avoir la partie arrière de la bouche à feu abritée à l'intérieur du wagon affût.

#### Front moyen-oriental
Deux trains blindés furent produits dans un atelier ferroviaire à Ajmer. L’un d’eux a été envoyé en actuel Irak par voie maritime pour la campagne de Mésopotamie. Chaque train se composait de six wagons, deux wagons de chaque train étaient sans plafond, chaque train se compose de canons de 12 livres, de deux mitrailleuses lourdes Maxim, de deux wagons explosant des mines, d’un camion léger de recherche et d’un camion d’hébergement télégraphique à dynamo.

### Entre-deux-guerres (1917-1939)

#### Guerre civile russe

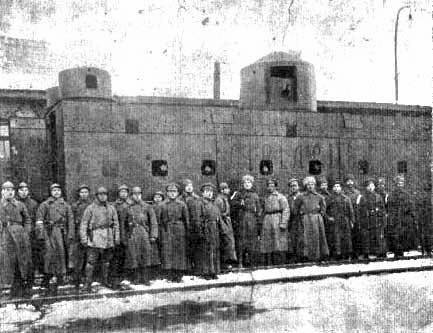
Train blindé « Sichovy Strilets » au service des fusiliers de la Sicht, 1919.

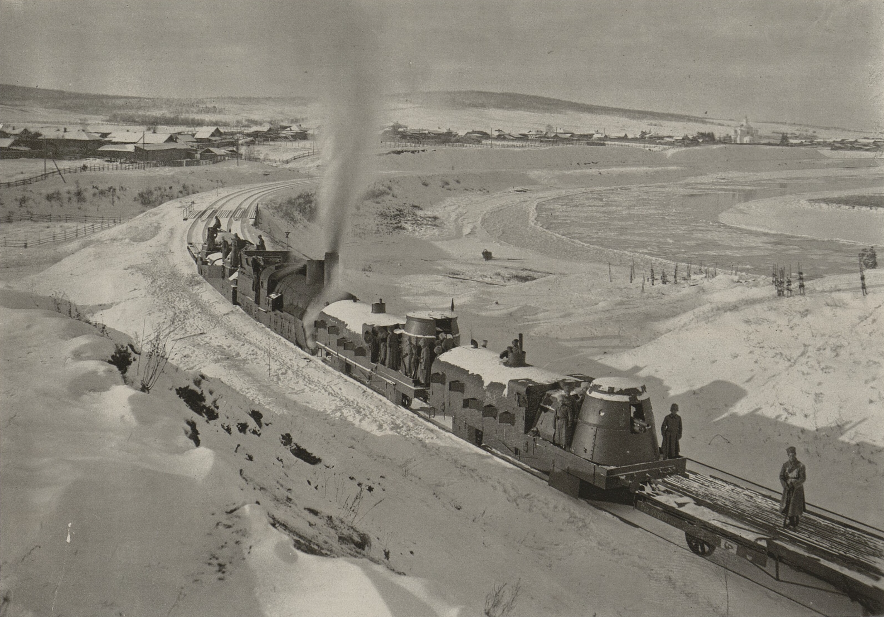
Train blindé et troupes des légions tchécoslovaques près d'Irkoutsk, 1918/1919.

Alors que la Première Guerre mondiale permet de raffiner le concept du train blindé, c’est au cours de la guerre civile russe que ceux-ci sont le plus intensivement utilisée. Le développement de leur emploi s'explique par la nature du conflit — une guerre de mouvement dans un milieu très ouvert — qui favorise les tactiques combinant l'emploi de la cavalerie, de l’infanterie transportée par voie ferrée et des trains blindés. L’Armée rouge utilise en particulier ce type de forces combinées pour effectuer des raids et apporter des renforts rapidement lors d'un engagement indécis. Ils ont également un usage en tant qu’arme psychologique, leur arrivée ayant souvent un impact majeur sur des forces adverses composées en majorité d’infanterie, largement impuissante contre eux. Trotski disposait de son propre train blindé. Ces trains étaient au départ construits pour la Première Guerre mondiale, mais ils furent principalement utilisés pendant la révolution russe. Ils étaient armés de deux pièces de 150 mm situées dans une tour mobile.
La production de nouveaux trains blindés est également intensive durant cette période : la majeure partie des anciens trains de l’armée russe ayant été capturés par les Allemands ou les Armées blanches, l’Armée rouge en produit de manière plus ou moins improvisée un grand nombre, passant de vingt-trois à la fin de l’année 1918 à cent trois à la fin de l’année 1920. En dépit de tentatives de standardisation en 1918 et en 1919 les caractéristiques de ces trains demeurèrent largement hétéroclites jusqu’au milieu des années 1920, seuls trois types standards furent alors conservés. Les Armées blanches ne sont pas en reste, construisant de leur côté environ quatre-vingts trains blindés pendant la durée de la guerre. Là aussi les caractéristiques sont assez hétérogènes d’un train à l’autre.

#### Pays d'Europe centrale et de l'Est

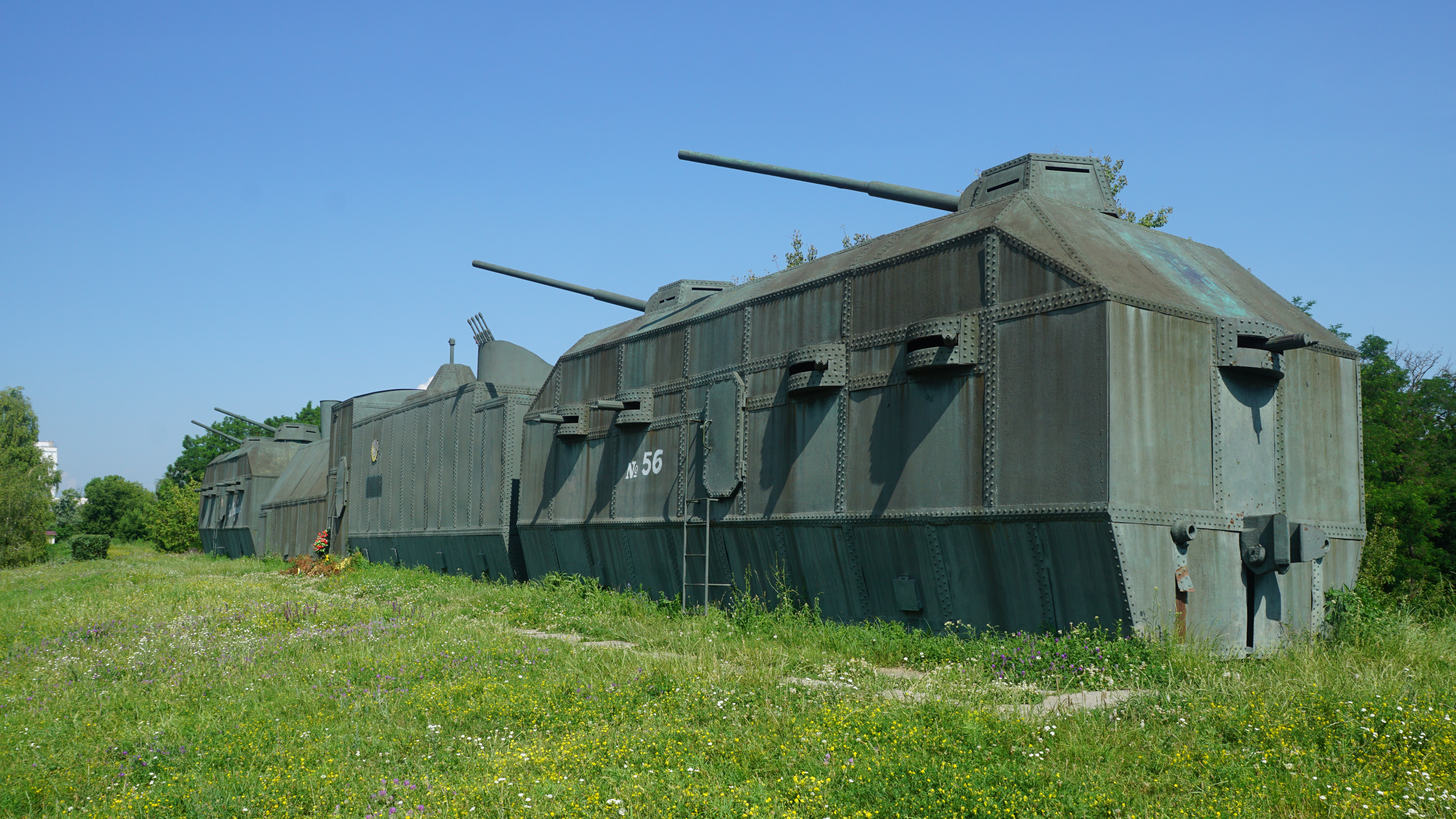
train blindé classé à Kaniv.

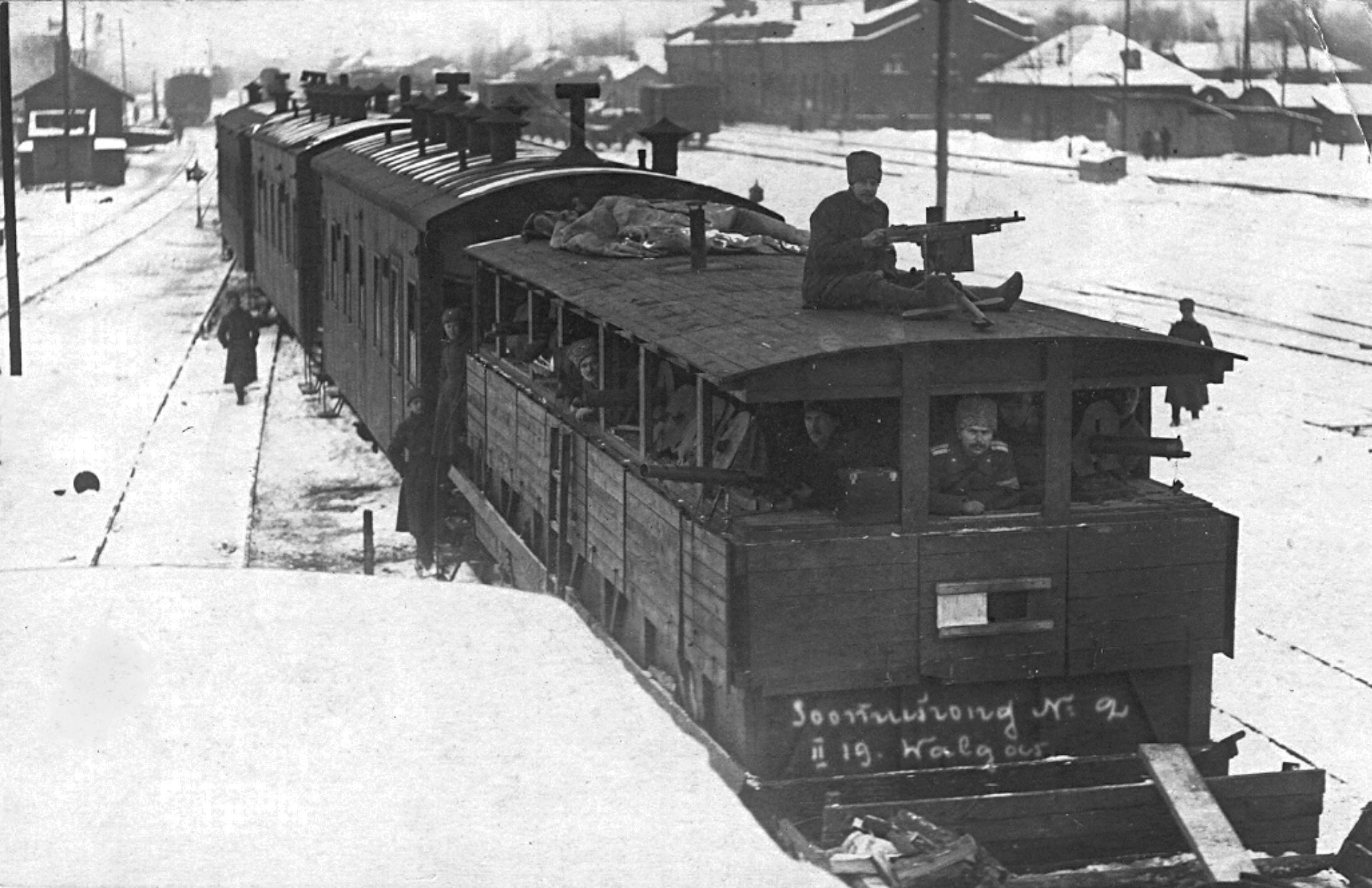
Train blindé estonien utilisé pendant la guerre d'indépendance de l'Estonie.

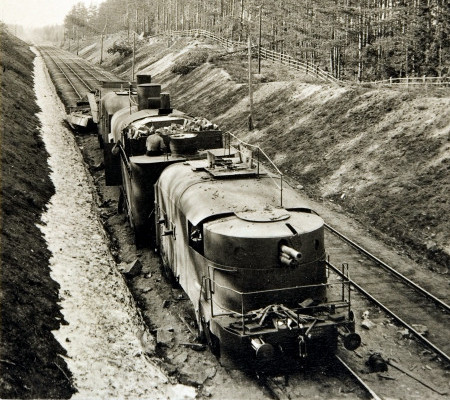
Train blindé utilisé par les Gardes rouges finlandais pendant la guerre civile finlandaise.

En dehors de la Russie, d’autres pays d’Europe centrale investissent dans les trains blindés. C’est en particulier le cas de la Pologne nouvellement formée, qui non seulement hérite de quelques trains de l’ancien Empire Austro-hongrois et en capture de nombreux autres, notamment à l’Armée rouge, mais met également sur pied sa propre production. Ainsi, alors qu’elle n’en dispose que de sept à la fin de l’année 1918, le nombre total disponible à l’automne 1920 est de quarante-trois. Les Polonais innovent également en produisant un type particulier d’automotrice, constitué d’un wagon porteur spécial et d’un char d’assaut, lequel propulse l’ensemble avec ses chenilles. Les autres puissances régionales, comme l’Ukraine, la Lituanie ou encore la Finlande utilisent également des trains blindés pendant cette période, mais en nombre plus restreint.

#### Chine
Les trains blindés font également l’objet d’un usage intensif à l’autre bout de l’Eurasie, pendant la guerre civile chinoise. Ces trains sont proches de ceux utilisés en Russie, une partie provenant directement des survivants des Armées blanches ayant fui avec eux à la chute de Vladivostok en 1922, tandis que les autres sont pour la plupart construits par des ingénieurs russes. Sur ce théâtre, les innovations sont principalement le fait des Japonais de l’armée du Guandong, qui mettent au point plusieurs modèles de véhicules convertibles pouvant être utilisés autant sur route que sur rail comme draisine.
Durant la guerre civile chinoise, 14 trains blindés russes furent envoyés et utilisés par les forces communistes chinoises.

#### Palestine mandataire
En Palestine mandataire, lors de la grande révolte arabe de 1936-1939, les Britanniques font usage de trains blindés pour protéger les voies ferrées qui sont la cible de nombreux sabotages. Ils utilisent notamment des blockhaus en béton montés sur des wagons plats.

### Seconde Guerre mondiale
Le concept du train blindé s’essouffle considérablement pendant la Seconde Guerre mondiale. Il y perd en effet largement son rôle offensif : les quelques essais allemands d’utiliser des trains blindés dans le cadre de la guerre éclair se soldent par des échecs cuisants et les trains blindés soviétiques sont décimés dans les premières semaines de l’opération Barbarossa. Les Soviétiques poursuivent la fabrication de trains blindés, mais leur intérêt tactique se réduit peu à peu en raison de leur vulnérabilité aux attaques aérienne et de l’amélioration des véhicules terrestres.
Adolf Hitler utilise un train blindé surnommé Amerika comme quartiers général mobile,,,.

#### Campagne de Pologne
Des coups de mains en territoire polonais sont montés avec des trains blindés par les forces allemandes. Les polonais disposent aussi de trains blindés dont le plus connu est le Śmiały.

#### Campagne de l'ouest
La Wehrmacht utilise des trains blindés en Norvège et aux Pays-Bas.

#### Opération Seelöwe

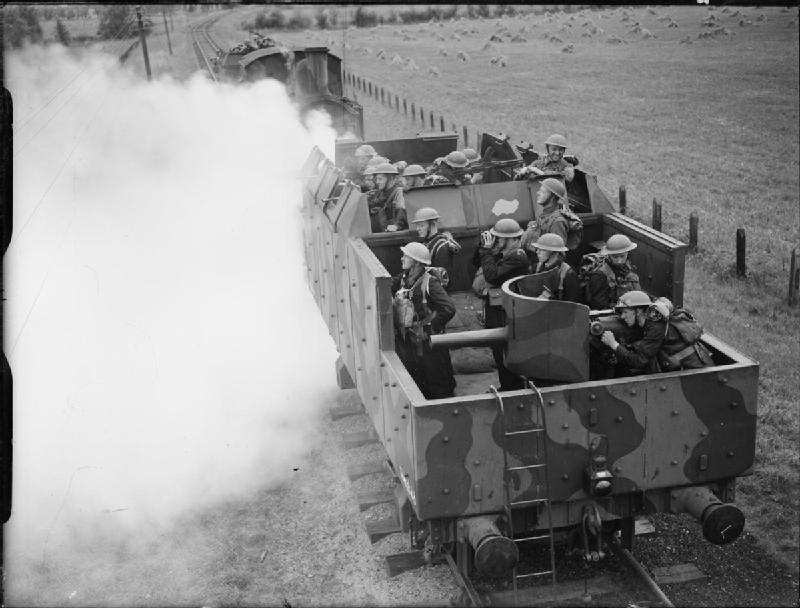
Train blindé britannique armé de canons Bren et de deux canons de 3 pouces et piloté par un équipage de 26 hommes, patrouillant à Saxmundham, le 14 août 1940.

Pour faire face au risque d'invasion, l'armée britannique fit circuler sur des voies ferrées côtières des trains blindés légers. Ce furent des trains équipés de plaques de blindages de récupération et armées de pièces d'artillerie antiaérienne et de mitrailleuses.

#### Opération Barbarossa

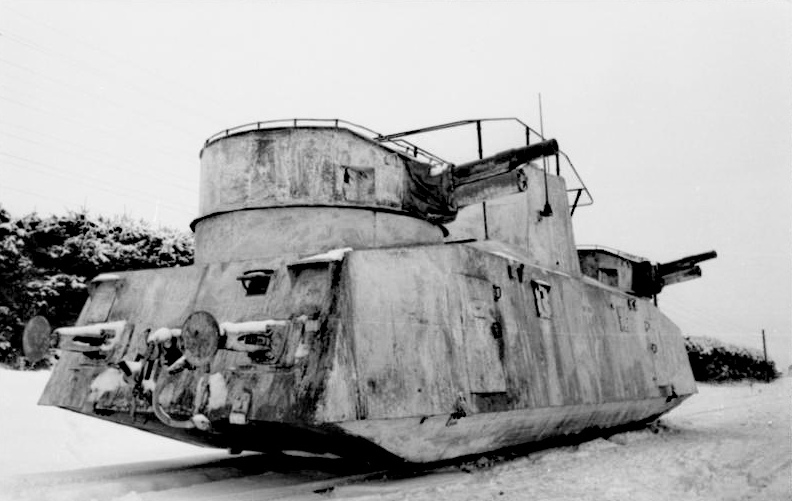
Train blindé MBV D-2 soviétique, construit par l'usine Kirov à la fin des années 1930 ; capturé et utilisé par les Allemands sur le front de l’Est en janvier 1944.

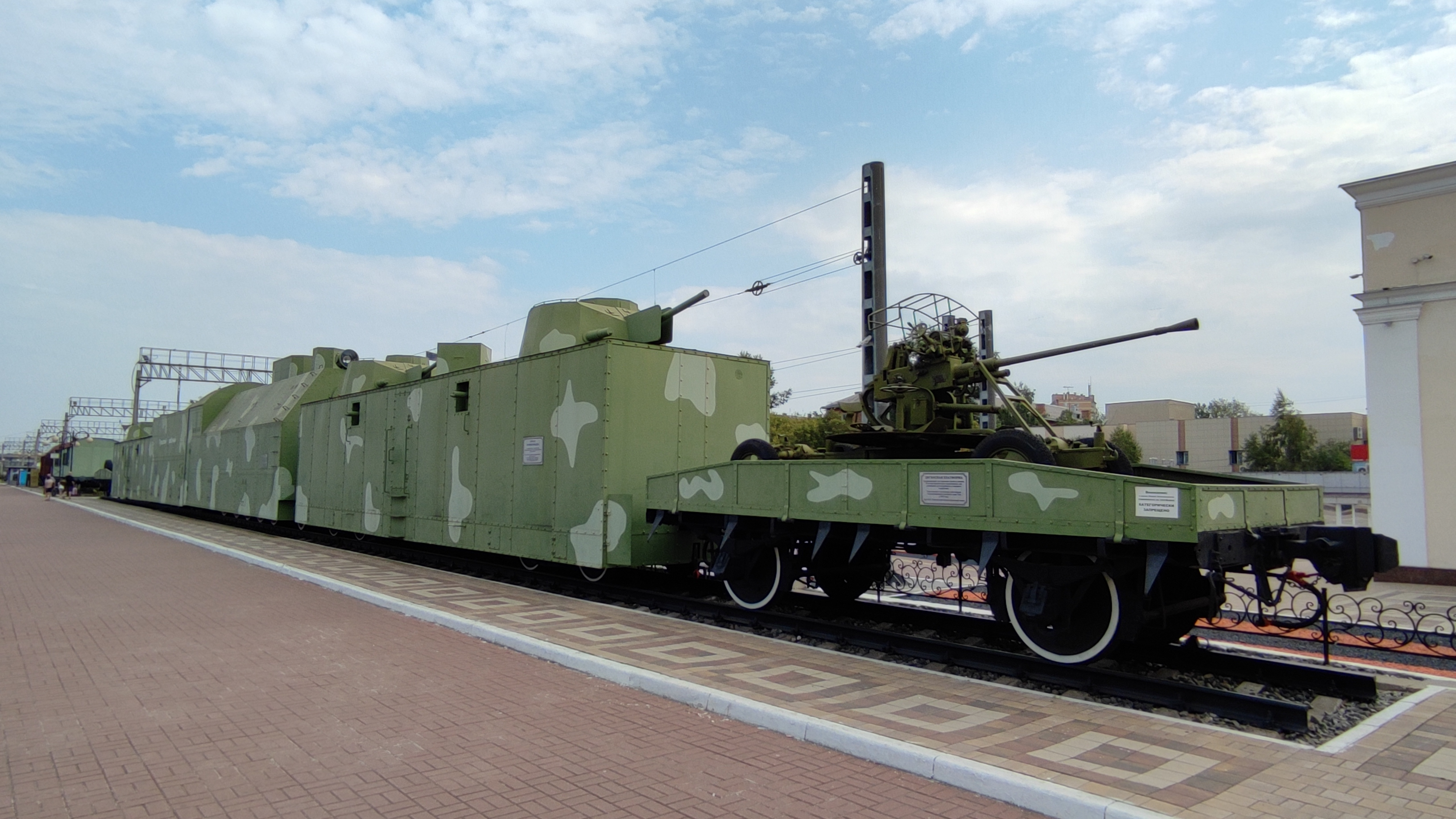
Train blindé de l'Armée Rouge pris en photo à la gare de Tula.

On peut diviser les trains de l'Armée rouge en deux catégories : légers et lourds, selon que les pièces d'artillerie blindées tournantes à 360° étaient des canons de 75 ou de 150 mm. Ces trains étaient composés de nombreux wagons avec un armement lourd, et opéraient dans le cadre d'une organisation complexe. Ils étaient pour la plupart armés de canons de 152 mm, et l'équipage pouvait tirer par des meurtrières.

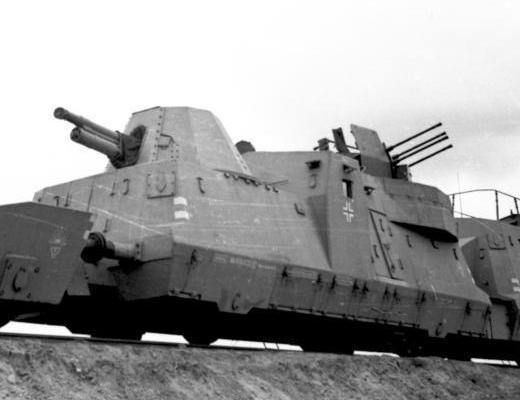
Photo d'un train blindé de type BP 42 utilisé pendant la Seconde Guerre mondiale sur le front est.

Les Allemands disposent au début de la guerre de quelques trains blindés, augmentés par un nombre considérable de prises de guerre polonaises et soviétiques, tandis qu’ils produisent également leurs propres modèles. Ces trains ne sont que peu utilisés dans des actions offensives, mais sont fortement mis à contribution à partir de 1942 pour sécuriser les lignes de ravitaillement de l’armée allemande sur le front de l’Est, qui sont dangereusement menacées par les raids de partisans.
L’une des nouveautés de cette période est le développement par les Soviétiques comme par les Allemands de trains blindés entièrement dédiés à la défense antiaérienne. Les Soviétiques construisent pendant la guerre environ deux cents trains de ce type, armés de pièces de tout calibre, de la mitrailleuse quadruple de 7,62 mm au canon antiaérien de 85 mm. Les versions allemandes sont en revanche moins sophistiquées, étant principalement composées de simples anneaux de béton posés sur des wagons plats et armés de canons légers Flakvierling 38 ou MG 151 Drilling.

#### Guerre du Pacifique

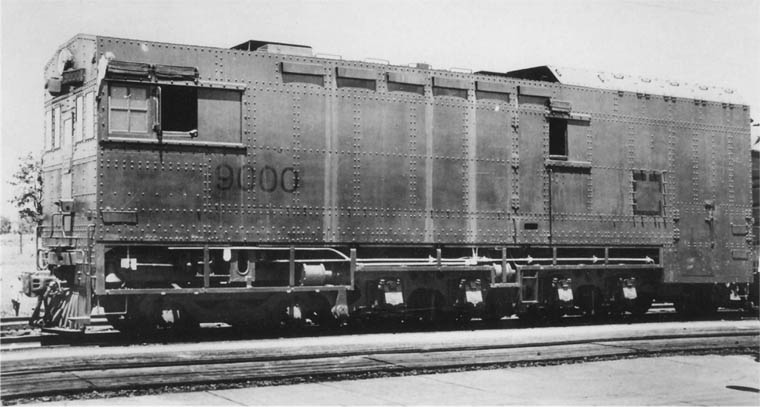
Locomotive CNR 9000 blindée.

En 1943 un train blindé fut utilisé pour patrouiller sur la ligne entre Prince Rupert et Terrace à cause de l’action japonaise dans les îles Aléoutiennes voisines. Il était composé d'une locomotive CNR 9000 (de) et de 6 voitures ayant reçues un blindage.

#### Front sino-japonais

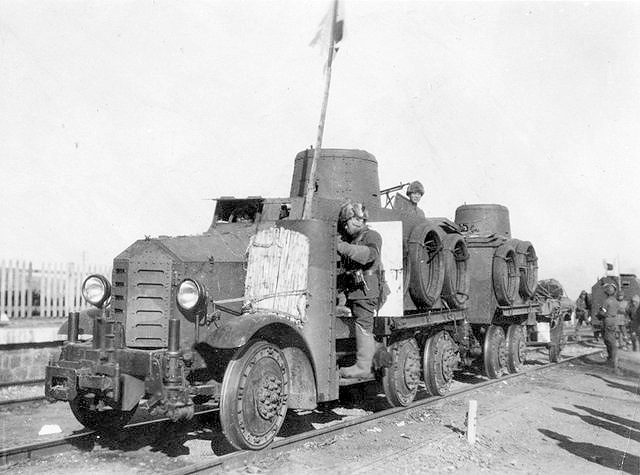
Deux véhicules rail-route de type formant un train blindé. En cas d'urgence ou d'attaque, le train peut accélérer peu importe la direction.

L'armée impériale japonaise a utilisé plusieurs types de trains blindés pour lutter contre la guérilla en Mandchourie.

#### Combats dans les Balkans
Les Italiens font usage en Yougoslavie de quelques trains, pour la plupart improvisés, afin de lutter contre les partisans.

#### Soulèvement slovaque
Pendant le soulèvement national slovaque, la résistance slovaque a utilisé un train blindé surnommé Štefánik (en),.

#### Libération de la France
La Wehrmacht utilise plusieurs trains blindés contre des attaques de partisans.

### Guerres de décolonisation et guerre froide
Les trains blindés deviennent rares après la Seconde Guerre mondiale, bien qu’ils restent utilisés occasionnellement dans des conflits où la menace aérienne est faible et dans des zones où il est difficile de déployer des chars. Les Soviétiques contre l’Ukraine à la fin des années 1940 et le long de la frontière avec la Chine.

#### Guerre d'Indochine
L'armée française utilise pendant la guerre d'Indochine plusieurs trains blindés pour se protéger des attaques du Việt Minh.

#### Révolution cubaine

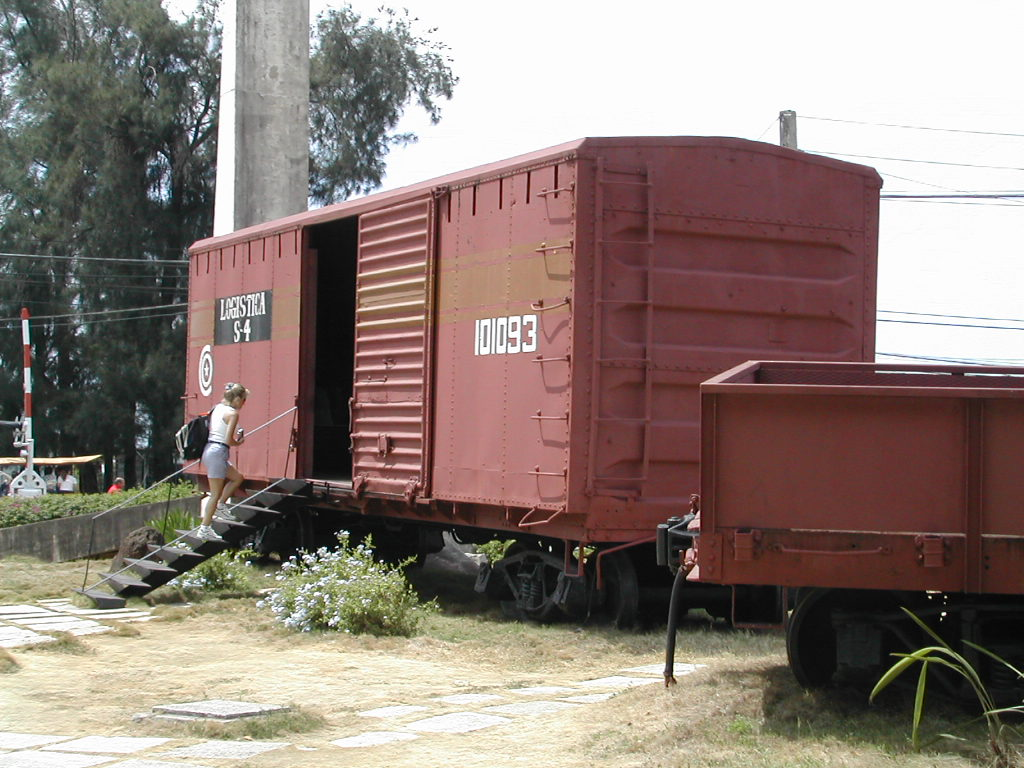
Un des wagons exposés au musée du Tren Blindano.

Pendant la révolution cubaine, Batista envoie le 29 décembre 1958 comme renfort à ses troupes participant à la bataille de Santa Clara un train blindé chargé de troupes, de munitions et de provisions depuis La Havane. Che Guevara et ses compagnons le fait dérailler en arrachant les rails à l'aide d'un bulldozer. Les soldats finissent par fraterniser avec les rebelles. Les wagons ont été conservés et transformés en musée,,,.

### Post guerre froide

#### Dislocation de la Yougoslavie
L'armée serbe de Krajina (en) pendant la guerre de Croatie et la guerre de Bosnie-Herzégovine utilise un train blindé de 1991 à 1995,,,.

#### Invasion russe de l'Ukraine
La Russie utilise des trains blindés pour déminer les voies ferrées et se protéger des attaques à l'arrière du front,. Des photographies et vidéos montrent l'un d'entre eux composé de voitures blindées, d’un wagon couvert, d’une voiture de voyageurs, d’un wagon à plateau, de deux autres wagons blindés, de la deuxième locomotive et d’un autre wagon à plateau traînant à l’extrémité. Il est équipé de canons de 23 mm contre les attaques de drones. On pense que la Russie possède environ quatre trains blindés de l’ère post-soviétique. Cependant, ces trains auraient été en grande partie démontés à la fin des années 2000. En 2016, le ministre de la Défense Sergueï Choïgou a ordonné la remise en service de ces trains au combat.

## Galerie

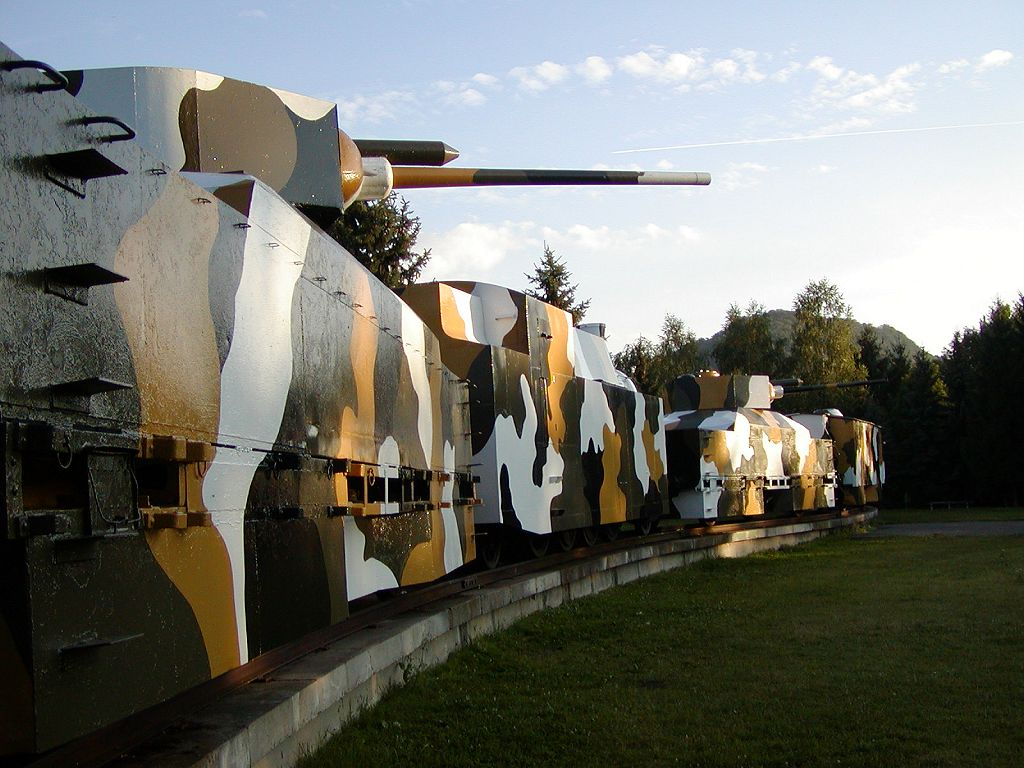
Réplique du train blindé Hurban (sk) en Slovaquie.
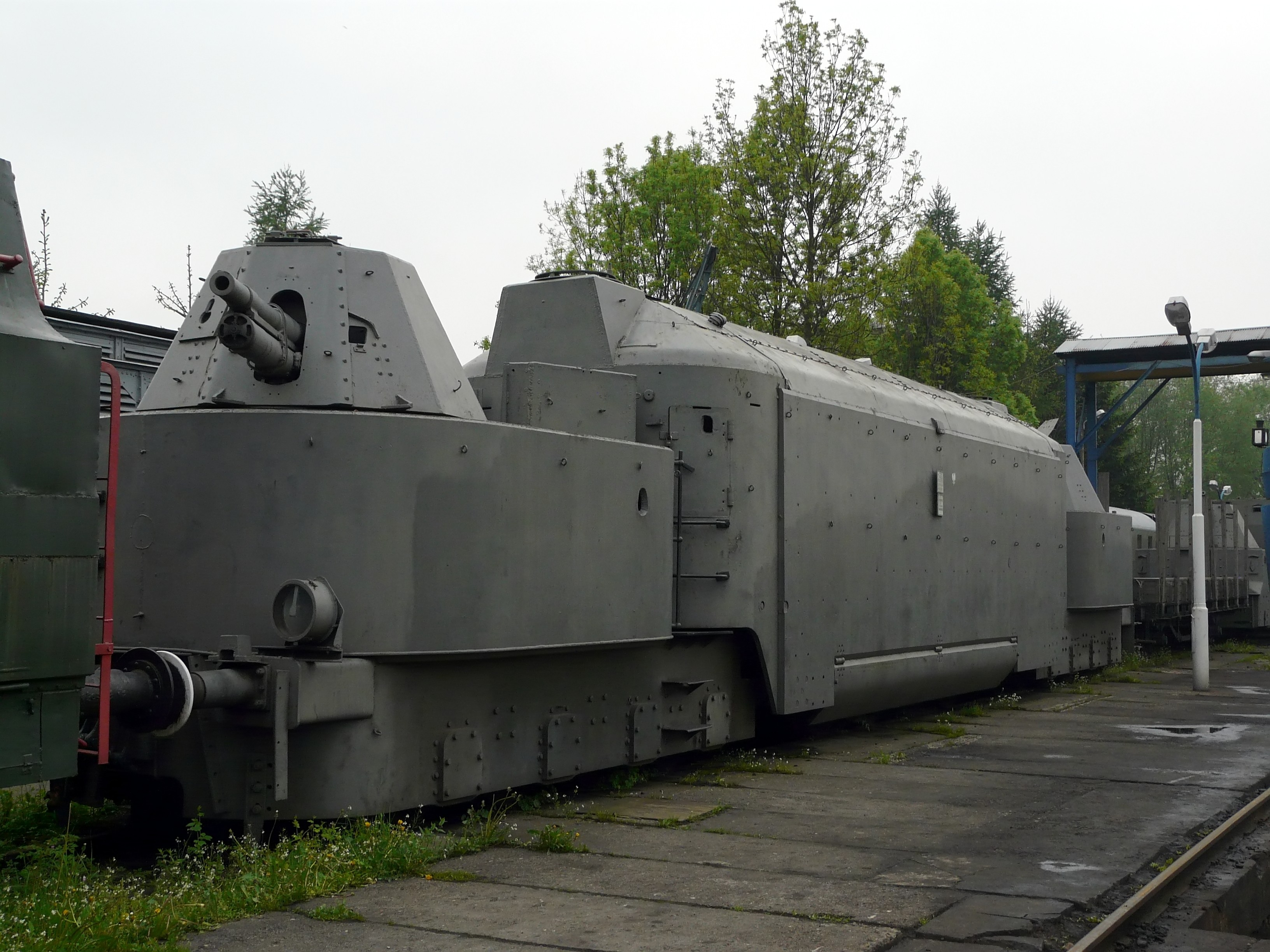
Train blindé allemand Panzertriebwagen 16, exposé au musée des chemins de fer de Varsovie (Pologne).
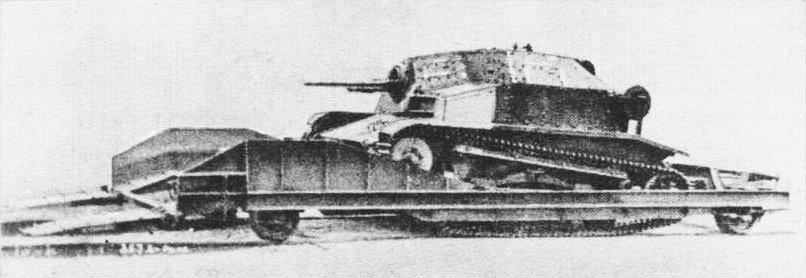
Une chenillette TKS polonaise, utilisée sur une draisine pour la reconnaissance ; un moyen de surmonter la limitation de mobilité des Trains blindés en Pologne (pl).
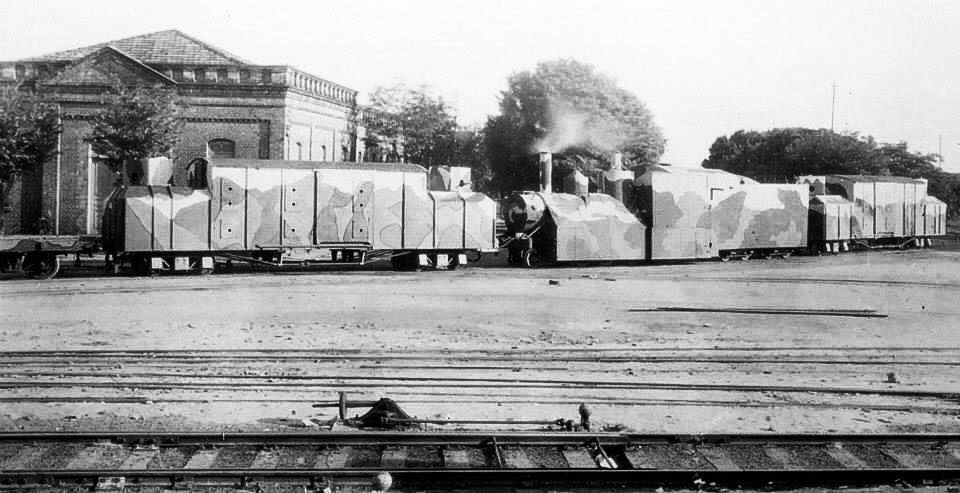
Train blindé utilisé pendant la révolution constitutionnaliste de 1932 au Brésil.
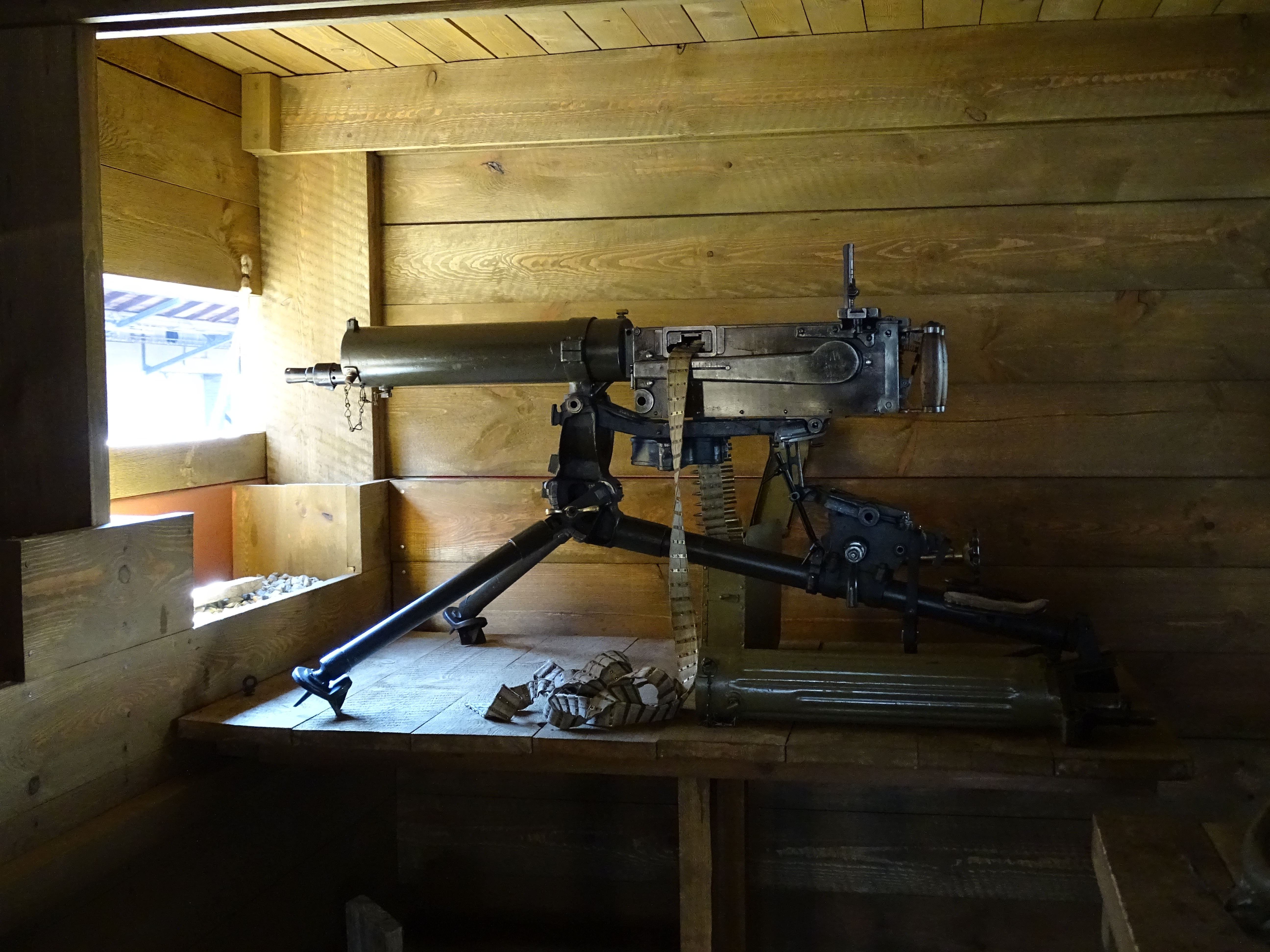
Vue de l'intérieur de la réplique d'un train blindé tchécoslovaque à  la gare de Praha-Žižkov (cs)

## Dans la culture populaire

### Cinéma
Dans le film La bataille du rail, les résistants attaquent un train blindé. Dans Le Dernier Train du Katanga, un train blindé doit rejoindre une région éloignée du Congo, le Katanga, pour rapatrier les colons occidentaux menacés par les rebelles du général Moses. Un train blindé est visible dans le film Le Train. Dans le film GoldenEye, Janus utilise un train blindé pour piégé l'agent 007.

### Jeux vidéo
Un train blindé est jouable dans le jeu Battlefield 1.
Un train blindé est l'élément central d'un type de parties dans le jeu Enlisted.

### Peinture
Le peintre Gino Severini a réalisé un tableau montrant en train blindé à l'attaque. La scène est inspirée d'une photographie publiée dans le journal français Le Miroir. La peinture a été réalisée lors de l'entrée en guerre de l'Italie dans la Première Guerre mondiale,.

### Télévision
Des trains blindés sont présents dans l'anime Kabaneri of the Iron Fortress.